# Letonia en los Juegos Paralímpicos de Pekín 2008
Letonia estuvo representada en los Juegos Paralímpicos de Pekín 2008 por un total de 17 deportistas, 13 mujeres y cuatro hombres.

## Medallistas
El equipo paralímpico letón obtuvo las siguientes medallas:
| Nombre        | Deporte   | Evento                    |
| ------------- | --------- | ------------------------- |
| Oro           |           |                           |
| Aigars Apinis | Atletismo | Disco F33/34/52 masculino |
| Plata         |           |                           |
| Aigars Apinis | Atletismo | Peso F33/34/52 masculino  |
| Edgars Bergs  | Atletismo | Peso F35/36 masculino     |
| Bronce        |           |                           |
| —             |           |                           |